# 네페리르카레 카카이

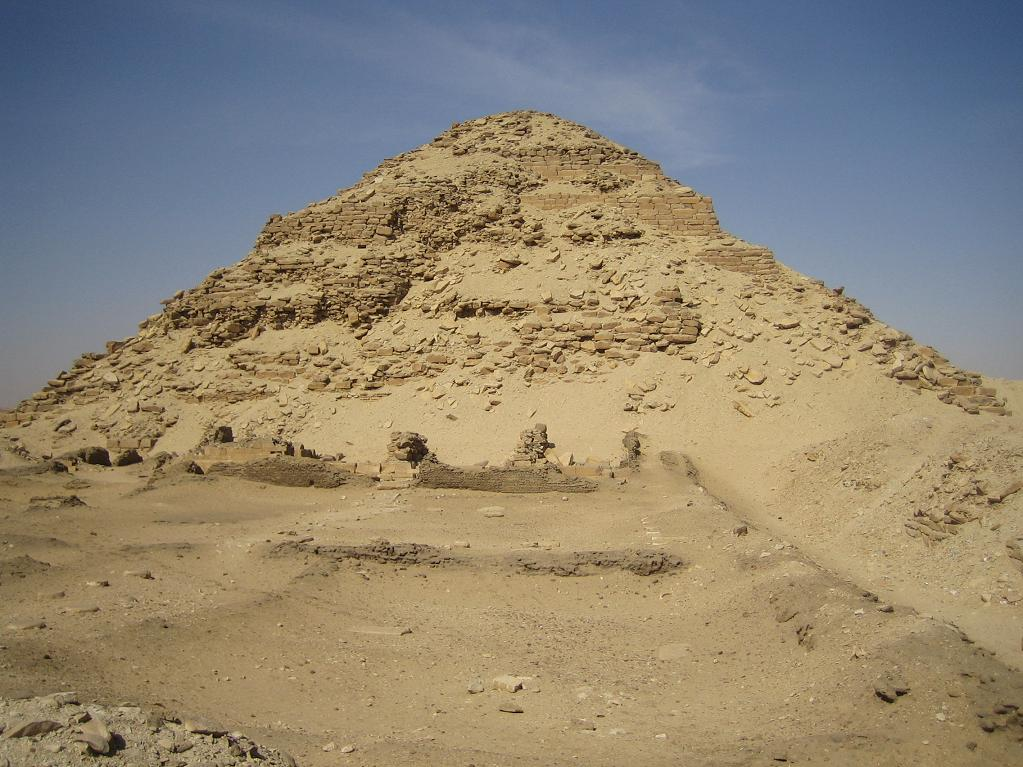

네페리르카레는 이집트 제5왕조의 파라오이다. "레의 영혼은 아릅답다"라는 뜻이다. 카카이라는 별칭도 있다. 우세르카프의 아들이다.
그는 두 개의 카르투슈를 사용한 첫 파라오이다. 선왕 사후레와 마찬가지로 아부시르에 무덤을 썼으며, 네페리르카레의 무덤 신전에서 현존하는 가장 오래된 파피루스 사무용 문서들이 발견되었다.

## 참고 문헌
- 피터 클레이턴(Peter Clayton); 정영목(역자) (2004). 《파라오의 역사》. 까치.